# Bendegó
Bendegó è il meteorite ferroso di maggiore massa tra quelli finora rinvenuti in Brasile e, all'epoca della sua scoperta, il secondo più grande al mondo.

## Storia
Il meteorite venne scoperto nel 1784 da Domingos da Motta Botelho, un ragazzo che stava conducendo al pascolo del bestiame, nei pressi dell'odierna Monte Santo nello stato di Bahia. Si ritiene, sulla base dello spesso strato di materiale ossidato su cui poggiava, che il meteorite si trovasse in quel luogo da migliaia di anni.
Nel 1785 il governatore Rodrigues Menezes ne ordinò il trasferimento a Salvador de Bahia. Il tentativo di trasferimento, organizzato con dodici coppie di buoi, si risolse in un fallimento poiché il meteorite scivolò in un tratto in discesa arenandosi nel letto asciutto del torrente Bendegó da cui poi prese il nome.
Nel 1810 la pietra fu studiata in situ da Franklin Aristides Mornay che per primo ne accertò la natura di meteorite. Rimosse alcuni frammenti, inviandoli insieme ad alcune annotazioni personali a William Hyde Wollaston alla Royal Society di Londra. Nel 1816 Wollaston pubblicò i risultati dei propri studi in un articolo nella rivista scientifica Philosophical Transactions.
Nel 1820 i naturalisti tedeschi Spix e Martius andarono a vedere il meteorite. Dopo aver sparato alla pietra per oltre 24 ore, riuscirono a rimuovere alcuni frammenti che furono portati in Europa: il più grande è custodito al Museo di Monaco.
Nel 1886 l'imperatore Pedro II decise di ritentare lo spostamento che inizio due anni più tardi Per un primo tratto su un carro trainato da buoi sopra a binari di ferrovia; giunti a Salvador de Bahia, fu imbarcato su un piroscafo per giungere a Rio de Janeiro dove venne collocato al Museo nazionale.
Il meteorite è uscito pressoché indenne dall'incendio che il 2 settembre 2018 distrusse il museo.

### Influenza culturale
Sul luogo del ritrovamento venne eretto un obelisco con dediche a Pedro II, alla figlia Isabella, al ministro dell'agricoltura Rodrigo Silva, al visconte di Paranaguá e ai membri della commissione trasporti. L'obelisco venne abbattuto pochi anni dopo dai contadini della zona che attribuivano la causa della grande siccità che colpi la regione ad una punizione divina per aver rimosso la pietra.
Alla stazione ferroviaria di Jacurici a Itiúba venne eretto un altro obelisco per celebrare il ruolo avuto dalla marina militare nel trasporto del meteorite verso Rio de Janeiro.
Sono state realizzate quattro copie in grandezza naturale del meteorite. La prima venne realizzata in legno per l'Esposizione universale di Parigi del 1889 ed è ora custodita al Palais de la Découverte a Parigi. La seconda, in gesso, venne realizzata negli anni settanta del XX secolo ed è esposta al Museo del Sertão a Monte Santo. Le altre due sono visibili al Museo geologico di Bahia a Salvador de Bahia e al Museo Antares di Scienza e Tecnologia a Feira de Santana.

## Descrizione e composizione
Il meteorite ha forma irregolare con dimensioni di 2,20 m × 1,45 m × 0,58 m. Presenta numerose depressioni superficiali e svariati fori cilindrici in asse con la maggior dimensione. I fori si sono formati durante l'attraversamento dell'atmosfera come risultato della combustione della troilite che ha un punto di fusione più basso del resto del materiale.
La maggior parte della massa è ferrosa con presenze di altri materiali in misura minore: nichel 6,6%, cobalto 0,47%, fosforo 0,22%, e tracce di zolfo e carbonio quantificabili in parti per milione.